# Montreuil-l'Argillé
Montreuil-l'Argillé is een gemeente in het Franse departement Eure (regio Normandië) en telt 740 inwoners (1999). De plaats maakt deel uit van het arrondissement Bernay.

## Geografie
De oppervlakte van Montreuil-l'Argillé bedraagt 13,8 km², de bevolkingsdichtheid is 53,6 inwoners per km².
De onderstaande kaart toont de ligging van Montreuil-l'Argillé met de belangrijkste infrastructuur en aangrenzende gemeenten.

## Demografie
Onderstaande figuur toont het verloop van het inwonertal (bron: INSEE-tellingen).